# 定語
定語（英語：attributive）是体词性偏正短语中，修饰、限制、说明名词（中心語）的词语；现代汉语中的定语通常在中心语之前。例如：我的眼泪很快地流下來了。（朱自清《背影》）句中的“我”是定語，修饰名词（中心语）“眼泪”。

## 语言差异

### 现代汉语
现代汉语中，定语一般放在中心语的前面，组成定中短语。例如：“国家机关”的“国家”（领属），“新气象”的“新”（性质），“三架飞机”的“三架”（数量）。
但也人认为有放在中心语后面的后置定语：
- 她一手提着竹篮，内中一个破碗，空的；一手拄着一支比她更长的竹竿，下端开了裂；
- 农民们，老的、少的、愁眉不展地清理着破烂的东西。

此外，沿用自古汉语的成语有定语会出现在中心语之后，叫做“后置定语”。如：“精神抖擞”（定语「抖擞」修饰中心语「精神」）、“春意盎然”。
中心语与定语二者之間有的需要用結構助詞（连接词）“的”，有的不需要，有的则可以省略。但“的”是定語的標誌。

### 古代汉语
古代汉语中，为了突出和强调定语，有时会把定语放在中心语之后，后置定语有以下几种形式：
- “中心语＋定语＋者”的形式。如：村中少年好事者，驯养一虫。——清·蒲松龄《促织》
- “中心语＋之＋定语”的形式。如：其嵌然相累而下者，若牛马之饮于溪；其冲然角列而上者，若熊罴之登于山。——唐·柳宗元《钴姆潭西小丘记》
- “中心语＋之＋定语＋者”的形式。如：马之千里者，一食或尽粟一石。——唐·韩愈《杂说》
- “中心语＋而＋定语”的形式。如：此四者，天下之穷民而无告者。
- “中心语＋定语”的形式。如：我持白璧一双，欲献项王；玉斗一双，欲与亚父。——汉·司马迁《鸿门宴》

## 分类
词、短语和分句都可以作为定语，下面的例子中，定语已经加粗以作比较。

### 词作定语
- 名词作定语

怪兽卡车
Monster truck
- 代词作定语

他朋友的口水很快地流下來了。
His friend drools rapidly.
- 形容词作定语

美景
Beautiful view
- 非谓语动词作定语

Learning language is fun.
- 数词作定语

两只老虎
Two tigers

### 短语作定语
- 介词短语作定语

The top of the world

### 从句作定语
- She asked for his help, which he gladly gave.（她要求他帮忙，他愉快地帮助了她。）
- It was a century during which the country suffered continuously from wars. 一个世纪过去了，在这期间这个国家不断地遭受战乱之苦。

有时，英语中的定语从句等同于英语中的关系子句。此外，英语中的定语从句甚至可能包含多重定语从句，即一个定语从句中包含另一个定语从句。
如：A healthy diet includes enough but not too many kinds of foods that provide the body with the nutrients that it needs to function properly.（中譯：健康的饮食應包括充足而不过多的食物種類。它們提供身体活动所必需的营养）
1. 英语的复合句中，分句以其主句为基干，通过连接手段，一层一层地展开。就好像一棵树的树干上长出大枝子，大枝子上再长出小枝子。相比之下，汉语的分句则更多按照时间发生的顺序出现，依次展开。
2. 英语中的非限制性定语从句所表达的信息，在汉语里一般由另一个小句来表达。使用非限制性定语从句时，需要在前面加上逗号，并且非限制性定语从句引导词只能使用which，不能使用that。

## 位置

### 前置定语
在英语里，一般前置定语时的次序为：限定词，形容词、分词、动名词和名词性定语。但当几个形容词同时出现在名词短语之前，我们要注意其次序。其形容词遵循的词序为：限观形龄色国材，指：限定词（一般指数量）；外观（美丽等）；形状（大小，高矮，胖瘦）；年龄；颜色；国籍；材料；用途。
比如：1、限定词2、外观3、形状4、年龄5、颜色6、国籍7、材料8、用途
- A famous American university.一所著名的美国大学
- An interesting little red French oil painting.一个有趣、小、红色的法国油画
- A new plastic bucket.一个新的塑料桶
- A purple velvet curtains.一张紫色的羽绒窗帘
- An elegant German clock.一只典雅的德国钟

另外，有些形容词也有特殊的次序:
- 描述身体特征的形容词先于表示情感和性格特征的形容词

例如:a small lovely girl一个可爱的小女孩， a long patient queue一条长的很耐心等待的队伍， a pale anxious patient一位苍白而焦虑的病人;
- 表示颜色的形容词放在表示情感和性格特征的形容词之后

例如:a kindly black teacher一个和祥的黑人老师，an inquisitive brown dog一只具有好奇心的棕毛狗;
- little ,old和young有时可以作为名词短语不可分割的一部分，所以可以直接放在名词之前，

例如:a lovely little girl一个可爱的小女孩
- 表示性格特征的形容词可以放在old, young之前，也可放在old, young之后，

例如：a young ambitious man一个野心勃勃的年轻人（强调年龄），an ambitious young man（强调雄心勃勃）。
当然，三个以上形容词连用作定语，就显得累赘，因此上面所说的情况一般较少出现。

### 后置定语
（1）短语作定语一般后置
- It was a conference fruitful of results.那是一个硕果累累的会议。
- He gave me a basket full of eggs.他给我一个装满鸡蛋的篮子。
- English is a language easy to learn but difficult to master.英语是一门容易学但是难精通的语言。
- The boys hardest to teach are all in his class.最难教的男生都在他的班里了。

（2）修饰some,any,no,every等词构成的不定代词的定语都后置
- Let’s go somewhere quiet.咱们去找个安静一点的地方吧。
- There is nothing important in today's newspaper.今天报纸上没有什么重要的东西。
- Do you have anything more to say?你还有什么话要说吗?

（3）副词作定语
- The people here are very friendly.这里的人很友好。

（4）动词、名词转化而来的以-able,-ible结尾的形容词作定语
- He is a person dependable.他是一个可以依靠的人
- This is the only transportation means available.这是唯一可行的交通工具。

（5）起强调用的单个分词
- Everybody involved should stay here.
- The college mentioned.

（6）特殊词 
- Could you tell me something important.